# Jules Case
Pour les articles homonymes, voir Case (homonymie).
Jules Richard Case, né à Sens (Yonne) le 24 juin 1854, de père inconnu, et mort à Strasbourg le 15 décembre 1931, est un romancier, journaliste et critique littéraire français.

## Biographie
Sa mère Cassandra Richard, dite Case, selon le registre de naissance, rentière, née à Clapham (Angleterre), est alors âgée de 25 ans. L'acte de naissance, qui le nomme Jules Richard est modifié deux ans plus tard pour rectifier l'erreur patronymique : l'enfant se nomme Jules Richard Case. Mme Case s'installe à Paris au 20, rue des Bassons et elle exerce le métier de « maîtresse de langues ». Elle fait alors la connaissance de son futur époux, qu'elle n'épousera qu'en 1883.
À l'âge de neuf ans, il est pensionnaire au collège Sainte-Barbe à Annecy, où est domiciliée sa mère.
En 1873, à 19 ans, il effectue le service militaire comme volontaire d'un an au 23e régiment de Ligne, probablement à Soissons.
Il entre au Ministère de l'Instruction Publique en 1880, jusqu'en 1887. Il y rencontrera Guy de Maupassant avec lequel il nouera des relations amicales. Il commença sa carrière littéraire à cette époque.
À l'âge de 48 ans, il épouse Anne-Marie Kalisch, le 29 mars 1902, à la mairie du XVIIe arrondissement de Paris. Celle-ci semble être journaliste pour le compte de journaux allemands.
Jules Case est inhumé au cimetière du Polygone, dans le quartier du Neuhof au sud de Strasbourg.

### Carrière artistique et intellectuelle
Il collabore à divers journaux, dont Le Figaro, Le Globe et Le Réveil-Matin, et tient pendant plusieurs années la critique dramatique de La Nouvelle Revue. Il publie en 1909 et 1914 deux sélections de ses chroniques, Les Tablettes littéraires et Le Salon du quai Voltaire.
Il est l'auteur d'une dizaine de romans ayant pour thème « l'homme moderne » et « la lutte d'âmes pures et grandes avec les petites fatalités de la vie », écrits dans « un style précis, ferme, d'un éclat dur », où, selon Gustave Kahn, il se distingue à la fois des écrivains psychologues et des écrivains naturalistes de son temps en étant « un type complet de romancier, non plus psychologue, mais physio-psychologue ».
Case se tourne ensuite vers le théâtre et donne à la Comédie-Française en 1897 une pièce en quatre actes, La Vassale, mettant en scène une « femme moderne » qui, parce qu'elle revendique ses droits à l'autonomie, se voit contrainte d'abandonner son mari et de partir, « libre et seule », vers de nouveaux horizons. Le rôle principal sera joué par Marthe Brandès ; Jules Case dira : "Du modèle de révoltée que j'avais imaginée, Mlle Brandès, avec un grand bonheur, en a tiré une autre sensiblement différente, adoucie, moins en nerfs, plus en larmes, d'une combativité moins sèche, d'une complexion plus communément humaine. Auteur, j'avais à défendre le personnage écrit. J'ai laissé faire d'abord par l'impossibilité de résister, puis parce que le personnage admirablement joué, créé par ma victorieuse interprète, plaisait davantage."
Sa deuxième et dernière pièce, Stella, tirée de son roman L'Amour artificiel et écrite en collaboration avec Eugène Morel, est jouée au Théâtre de la Renaissance en 1902. Selon le critique de La Plume, il s'agit d'« une très belle œuvre, très noble, très prenante et mouvementée » où l'on assiste de nouveau à la tentative d'une femme de vivre librement, ce qui provoque un « abominable drame de la vie et de l'idée » lorsqu'elle se heurte à l'idéalisme intransigeant de son père qui veut la marier à un vieillard richissime.

## Principales publications

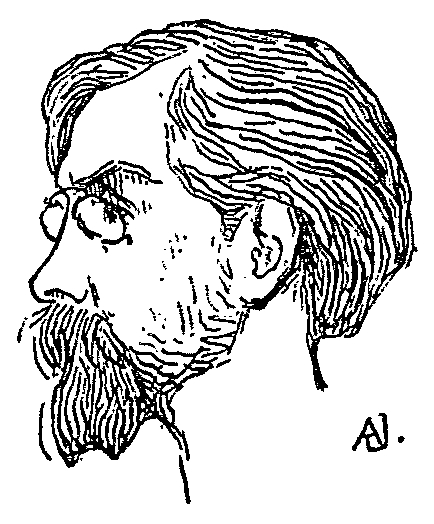
Jules Case d'après son portrait par Edmond Aman-Jean (1893)

Romans
- La Petite Zette (1884)
- La Fille à Blanchard (1886)
- Bonnet rouge (1887)
- Âme en peine (1888)
- L'Amour artificiel (1889)
- Un Jeune Ménage (1891)
- Promesses (1892)
- Une Bourgeoise (1893)
- L'Étranger (1894) Texte en ligne
- La Volonté du bonheur (1895)
- Les Sept Visages (1899)

Théâtre
- La Vassale, pièce en 4 actes, en prose, Paris, Comédie-Française, 17 juillet 1897, qui valut le Prix Toirac.
- Stella, pièce en 4 actes, avec Eugène Morel, Paris, Théâtre de la Renaissance, 25 janvier 1902

Critique et chroniques
- Tablettes littéraires[5] (1909)

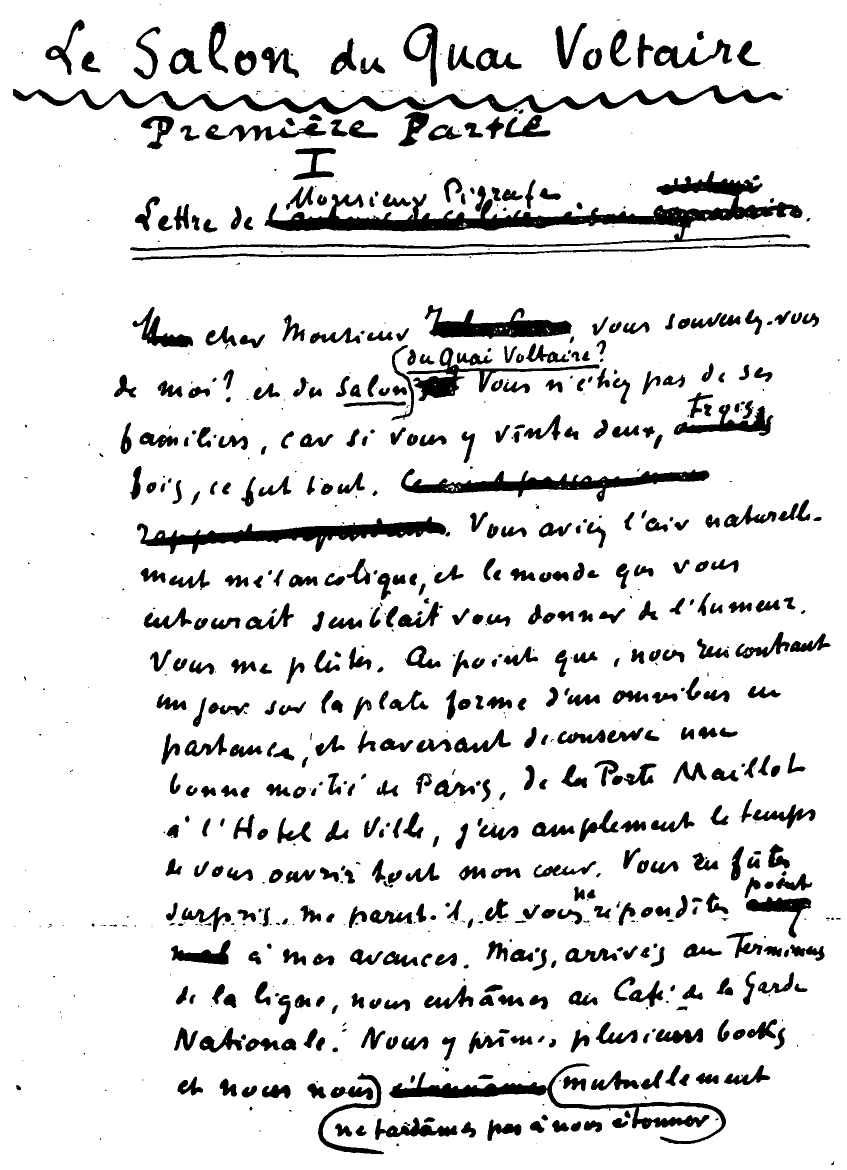
Première page manuscrite du Salon du quai Voltaire

- Le Salon du quai Voltaire (1914) Texte en ligne